# Промышленная автоматика
Промышленная автоматика — общее название разнообразных механических, электрических, пневматических, гидравлических и электронных устройств, применяемых для автоматизации технологических процессов, дискретных, непрерывных и гибридных производств — ТЭЦ, конвейеров, станков с числовым программным управлением, промышленных роботов, зданий, а также транспортных средств и транспортной инфраструктуры, систем логистики.
Система должна быть устойчива и должна иметь запас устойчивости, длительность переходного процесса (время регулирования), динамический заброс (перерегулирование, σ = (Умакс − Ууст)/Ууст), статическая ошибка, энергетические (тип питания, потребляемая мощность) показатели надежности (наработка на отказ, время безотказной работы).

## Отличие промышленной автоматики от бытовой электроники
Поддержка расширенных температурных диапазонов (так как большое количество устройств функционирует вне помещений или в необогреваемых помещениях или шкафах).
Различают следующие температурные диапазоны:
- 0 … 55°C — температурный диапазон для электроники, функционирующей в помещении;
- −20 … +75°C — расширенный температурный диапазон;
- −40 … +85°C — широкий температурный диапазон;
- −55 … +110°C — диапазон используется в авиационной автоматике.

Специальная технология изготовления микросхем — в промышленных микроконтроллерах, как правило, не приветствуется использование вентиляторов (на процессорах, блоках питания), так как любые движущиеся части — являются наименее надёжными частями изделия, поэтому все микросхемы должны охлаждаться за счёт естественной циркуляции воздуха (конвекции). Для этого их изготавливают по специальной технологии, позволяющей значительно снизить потребление электрической энергии.
Вибрационная стойкость — устройства промышленной автоматики должны быть устойчивы как к постоянным вибрационным воздействиям, так и к одиночным ударам.
Стойкость к помехам и наводкам — все электрические схемы должны быть устойчивы к воздействиям от электромагнитных полей.

## Сертификаты и стандарты
После изготовления электронного устройства, для того чтобы его можно было применять на объектах со специфическими требованиями, производитель может провести его испытания по разным методикам, на подтверждение его характеристик. Стоимость сертификации значительна, и составляет в среднем 50 % стоимости изделия для заказчика.
Отдельные сертификаты необходимы для использования:
- В средствах коммерческого учёта (нефти, тепла, газа);
- На морских судах (Морской регистр, DNV (Норвежский морской регистр), Морской регистр Ллойда, Немецкий морской регистр);
- в России на объектах подведомственных Ростехнадзору (АЭС, сосуды работающие под давлением, трубопроводы высокого давления и т. п.);
- Для средств измерения (датчиков) необходимо получить метрологический сертификат из Государственного центра стандартизации и метрологии;
- На авиационной технике;
- На военной технике (в США есть серия стандартов MIL-STD, в России есть сертификация ФСТЭК).